# 芯片制程技术节点
芯片制程技术节点是指芯片上的电子元件之特征，即电子元件所能达到的最小尺寸；而芯片面积相同时电子元件尺寸愈小，芯片就能容纳得下愈多的电子元件(主要为晶体管)，芯片的性能也随之提升。
自芯片商业化量产以来的头三十余年里，芯片制程技术节点的名稱與晶体管栅极的长度(gate length)和半节距有關，但自1997年起，它们之间已开始没有关联；芯片制程技术节点之命名与栅极的长度、栅极间的节距(gate pitch)、及金属层间的节距(metal pitch)并不相同，而是成了各厂家为了市场营销而推出的商业命名。因此对10纳米及更先进的芯片制程技术节点，现业界较普遍以晶体管密度和芯片总体性能为准，例如相较于上一代芯片，新款芯片之性能一般需提升约五分之一左右，方能被归入下一代芯片制程技术节点。

## 芯片制程技术节点列表
自1960年代中期芯片商业化量产以来，芯片制程技术也如影随形的伴随着发展了大约30余代：其中每代又包含几个节点等级，大致可以分为：
| 代数 | 技术节点      | 推出时间                         | 产品样例                        |
| ---- | ------------- | -------------------------------- | ------------------------------- |
| 1    | 50 微米       | 1960年代初期                     | 仙童公司 µLogic (Micrologic)    |
| 2    | 16/20 微米    | 1960年代中期至末期               | RCA CD4000 series               |
| 3    | 10/12微米     | 1960年代末期至1970年代初期       | 英特尔 Intel 4004               |
| 4    | 7/8微米       | 1970年代初期                     | 英特尔 Intel 1103               |
| 5    | 5/6微米       | 1970年代初期至中期               | 英特尔 Intel 8080               |
| 6    | 3/3.5微米     | 1970年代末期                     | 英特尔 Intel 8085               |
| 7    | 2/2.5微米     | 1980年代初期                     | 贝尔实验室 BELLMAC-8 (WE212)    |
| 8    | 1.3/1.5微米   | 1980年代初期至中期               | 英特尔 Intel 80286              |
| 9    | 1/1.2微米     | 1980年代中期至末期               | 英特尔 Intel 80386              |
| 10   | 0.75/0.8微米  | 1980年代末期至1990年代初期       | 英特尔 Intel 80486              |
| 11   | 0.65/0.7微米  | 1990年代初期                     | 超威半导体 Am486                |
| 12   | 0.5/0.6 微米  | 1990年代初期至中期               | 英特尔 奔騰OverDrive P54C       |
| 13   | 0.28/0.35微米 | 1990年代中期至末期               | 英特尔 奔腾Pro P54CS            |
| 14   | 0.24/0.25微米 | 1990年代末期                     | 超威半导体 AMD K6-2             |
| 15   | 0.18/0.22微米 | 1990年代末期至2000年代初期       | 超威半导体 AMD Athlon           |
| 16   | 0.13/0.15微米 | 2000年代初期                     | 英特尔 奔腾M                    |
| 17   | 90/110纳米    | 2000年代初期至中期               | 英特尔 奔腾4                    |
| 18   | 65/80纳米     | 2000年代中期                     | 英特尔 奔腾D                    |
| 19   | 55/60纳米     | 2000年代中期至末期               | 三星 DDR2 SDRAM                 |
| 20   | 40/45纳米     | 2000年代末期                     | 英特尔 Intel Core i7 Lynnfield  |
| 21   | 38/39纳米     | 2000年代末期至2010年代初期       | 三星 DDR4 SDRAM                 |
| 22   | 32/34纳米     | 2010年初期                       | 英特尔 Westmere                 |
| 23   | 28/30纳米     | 2010年初期至中期                 | 高通 高通骁龙 S4                |
| 24   | 20/22 纳米    | 2010年中期                       | 英特尔 Ivy Bridge               |
| 25   | 16/18纳米     | 2010年中期至2017年               | 三星 1X-nano 动态随机存取存储器 |
| 26   | 12/14纳米     | 2014年开始量产                   | 英特尔 Broadwell                |
| 27   | 10/11纳米     | 2016年开始量产                   | 高通骁龙 835                    |
| 28   | 7/8 纳米      | 2018年开始量产                   | 苹果公司 Apple A12 Bionic       |
| 29   | 5/6 纳米      | 2020年开始量产                   | 苹果公司 Apple A14              |
| 30   | 3/4纳米       | 2023年开始量产                   | 苹果公司 Apple A17 Pro          |
| 31   | 1.8/2纳米     | 三星和台积电计划2025年开始量产。 | 未知                            |
| 32   | 1/1.4纳米     | 英特尔计划2029年开始量产。       | 未知                            |

## 先进制程和成熟制程
业界对先进制程和成熟制程并无统一定义，最为广泛应用的有两个，分别为世界最大芯片市场中国大陆和世界最大半导体生产设备供应国美国所定：中国大陆对先进和成熟制程之定义较为宽松，即28纳米及以上的芯片制程为成熟制程，小于28纳米的为先进制程。如此定义的科学依据是根据芯片设计：当晶体管的尺寸小于25纳米以下时，传统的平面场效应管(planar field effect transistor / planar FET)的尺寸已经无法缩小，所以须采用鳍式场效应晶体管(FinFET)以将场效应管立体化，方能达到更小的制程。第23代28纳米制程为能采用平面场效应管，用于大规模商业化量产芯片的最后一代制程，和其他更早更大，均采用平面场效应管的制程，一起被归入成熟制程。
美国对先进和成熟制程之定义较中国大陆为严格，即大于18纳米的芯片制程为成熟制程，18纳米和小于18纳米的为先进制程。如此定义的科学依据是根据芯片生产设备：干式光刻机即使采用多重曝光技术，也无法达到大规模商业化量产16/18纳米芯片所需的良率，因此从第25代16/18纳米制程起，必须只能采用湿式光刻机；芯片生产成本和技术难度也随之大幅增加。美国于2020年代初为扼制中国大陆发展先进芯片制造业，对中国大陆发起的封锁制裁措施之一，就是禁运断供16纳米逻辑芯片和18纳米存储芯片所需的芯片生产设备。